# Ruth Aspöck
Ruth Aspöck (ur. 7 lutego 1947 w Salzburgu) – austriacka pisarka.
Z wykształcenia – doktor teatrologii i germanistyki w Uniwersytecie Wiedeńskim.

## Dzieła
- Der ganze Zauber nennt sich Wissenschaft (1982)
- Emma oder Die Mühen der Architektur. Die Geschichte einer Frau aus Wien (1987)
- Ausnahmezustand für Anna (1992)
- Wo die Armut wohnt. Essay (1992)
- Tremendo swing. Die achtziger Jahre in Kuba (1997)
- Gedichtet. Prosaische Lyrik (1995)
- Muttersöhnchenmärchen (1996)
- (S)Trickspiel (2003)
- Kannitverstan (2005)